# 부분 기호

부분 기호(部分記號)(§)(유니코드 U+00A7 § 부분 기호, HTML &sect;, TeX \S)는 인쇄상의 성격 주로 문서의 법적 code.과 같은 특정한 부분을 참조하는 데 사용되는 기호다.
부분 기호(§)는 부분 기호가 여러 개인 §§가 "pp."와 같이 사용된다.(예를 들어"§§ 13–21")로 읽는다.
자주 단락 기호(¶)로도 사용된다. 이 칼표(†)와 2중 칼표(‡)도 마찬가지로, 때때로 별표(*)도 주어진 페이지에 연결(각주)하는 데 사용된다.
컴퓨터의 경우 [ Alt ] + [ 0167 ] 로 입력이 가능하다.

## 기원
부분 기호(§)의 가장 가능성이 있는 기원은 라틴 문자 (라틴 signum sectiōnis에서)의 결합에 의해 형성된 것으로 보고 있다.

## 유니코드
| 기호 | 유니코드(16진) | 명칭      |
| ---- | -------------- | --------- |
| §    | U+00A7         | 부분 기호 |